# Deșertul Danakil

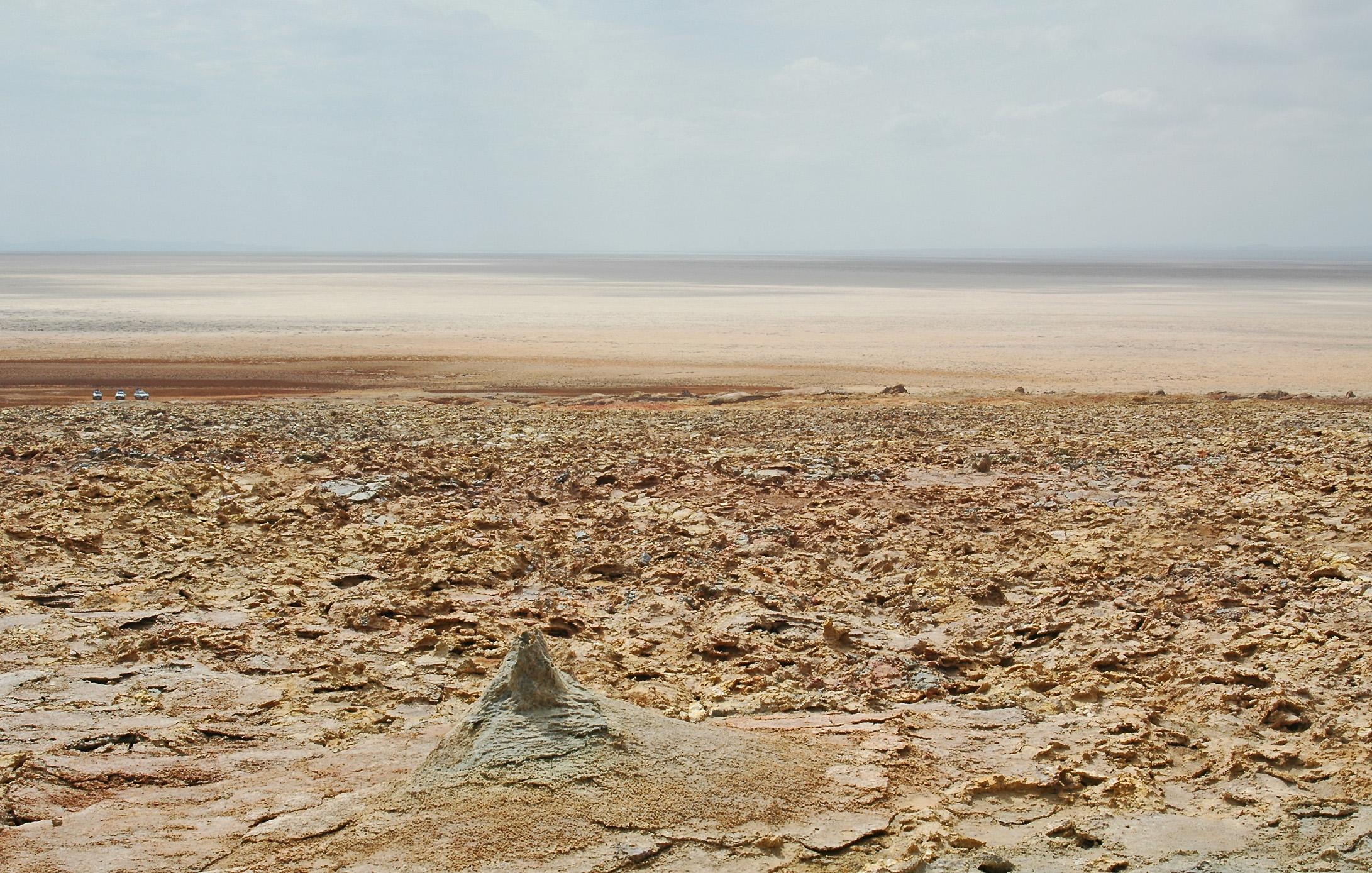
Peisaj din Deșertul Danakil

Deșertul Danakil este un deșert din Africa care se află în nord-estul Etiopiei, sudul Eritreei și o mare parte din Djibouti. El are o suprafață de  136.956 kilometri pătrați. 

## Date generale
Patria poporului Afar este cunoscută pentru căldură și pentru Depresiunea Afar, situată până la 100 m sub nivelul mării. Principalul sector economic al Deșertului Danakil este exploatarea sării, în timp ce este, de asemenea, casa animalelor sălbatice, inclusiv a măgarului sălbatic african.
Există mai mulți vulcani în regiune, inclusiv Erta Ale și Vulcanul Dabbahu. 
A fost numit de către National Geographic ca "cel mai aspru loc de pe Pământ".